# Ron Flatter (Musikproduzent)
Ron Flatter (* in Halle/Saale, Sachsen-Anhalt; bürgerlich Ronny Gobel) ist ein deutscher DJ, Musikproduzent und Labelbetreiber.

## Leben
Flatter begann im Jahr 1998 eigene Musik zu produzieren und als DJ in Klubs aufzulegen. Daraufhin wurden Mitglieder der KiddazFM-Gruppe auf ihn aufmerksam. 2008 gründete er sein eigenes Label Pour La Vie Records bei einem Aufenthalt in Frankreich.
Flatter tritt international auf, unter anderem in Tel Aviv, Jakarta und Berlin. Er legt zudem auf diversen Festivals auf. Seine Musik veröffentlicht er überwiegend auf den House-Labels Einmusika Recordings, Katermukke und Definition:Music.

## Diskografie (Auswahl)
Alben
- 2011: Growth Rings (Pour La Vie Records)
- 2018: Muscle Of Synths (Pour La Vie Records)

EPs
- 2013: Mantequilla (Traum Schallplatten)
- 2014: Desert EP (Traum Schallplatten)
- 2016: Shelby EP (Traum Schallplatten)
- 2016: Molly (Einmusika Recordings)
- 2016: Show Me (Style Rockets)
- 2017: Nofalia (Katermukke)
- 2018: Boy & Girl (Traum Schallplatten)

Singles
- 2016: Apricot (Style Rockets)
- 2016: Loretta (mit Definition; Einmusika Recordings)
- 2021: Smiling Birds (3000 Grad Records)